# Сохо (Манхатън)
 Тази статия е за квартал в Манхатън, Ню Йорк.  За друго значение вижте Сохо.  
Сохо (на английски: SoHo) е квартал в западната част на Южен Манхатън – Ню Йорк.
Известен като артистичен район и като квартала на художниците, Сохо се развива през последните десетилетия, превръщайки се и в модерно място за пазаруване. Той е идеален образец за вътрешноградско регенериране обхващащо социално-икономическо, културно, политическо и архитектурно развитие.
Сохо е обявен за район с национално историческо и културно значение поради архитектурата си, използваща голямо количество характерни чугунени детайли.

## Описание

### История
До средата на ХХ век районът е познат като „Hell's Hundred Acres“ (дяволските сто акра), описван като индустриална зона, оживен с мизерните си цехове и малки фабрики през деня и празен през нощта. След войната много от обектите там започват да западат.
Това се променя през 1960-те, когато в квартала започват постепенно да се заселват художници, където да живеят и работят. Тук те намират големи празни пространства в складовете и производствените халета, преустройвайки ги в т.нар. лофт апартаменти/ателиета.
През 1968 година активисти на новообразуваната общност регистрират организация с цел легализиране на обитаването на тази зона. Желаейки да се идентифицират и в географски смисъл, те се консултират с градоустройствения департамент към общината, където наричат района „South of Houston“ (на юг от Хюстън – имайки се предвид улица „Хюстън“ в Южен Манхатън). Това название е съкратено до първите две букви на думите „SoHo“, като групата след гласуване се кръщава „Асоциация на художниците Сохо“. Оказва се, че името пасва идеално и като название на квартала.

### Разположение
За граници на квартала се смятат: улица „Хюстън“ на север, отвъд която са кварталите Гринуич Вилидж и Нохо; улиците „Лафайет“ и „Център“ на изток, отвъд които са разположени Малката Италия и Нолита; улица „Канал“ на юг, отделяща района Трайбека. За границата в западна посока има две становища. Първоначално улица „Западен Бродуей“ е приета за западния край на Сохо. Дотам се простира и характерната му „Чугунена архитектура“. Според някои твърдения площта на квартала се простира още по на запад, достигайки до „6-о авеню“.

## Галерия
| Сгради с характерна „Чугунена архитектура“ | Улица „Томпсън“ | Фасада в Сохо |
| ------------------------------------------ | --------------- | ------------- |
|                                            |                 |               |